# Tetanolita lixalis
Tetanolita lixalis är en fjärilsart som beskrevs av Augustus Radcliffe Grote 1873. Tetanolita lixalis ingår i släktet Tetanolita och familjen nattflyn. Inga underarter finns listade i Catalogue of Life.